# Cédric Daury
Cédric Daury (Meudon, Francia, 19 de octubre de 1969-Tours, Francia, 12 de agosto de 2024) fue un futbolista y entrenador de fútbol francés que jugó en la posición de delantero centro. También fue director deportivo del Auxerre de 2019 a 2021.

## Carrera

### Club
| Periodo   | Club           | Apariciones | Goles |
| --------- | -------------- | ----------- | ----- |
| 1988–1990 | Stade de Reims | 10          | 0     |
| 1990–1994 | Angers SCO     | 134         | 37    |
| 1994–1996 | Le Havre AC    | 68          | 12    |
| 1996–1997 | AS Cannes      | 31          | 3     |
| 1997–1998 | Laval          | 18          | 0     |
| 1998-2001 | LB Châteauroux | 68          | 4     |

### Selección nacional
Jugó para Francia sub-21 en dos ocasiones en 1991.

### Entrenador
| Periodo   | Club             |
| --------- | ---------------- |
| 2003–2006 | LB Châteauroux B |
| 2006–2008 | LB Châteauroux   |
| 2009–2012 | Le Havre AC      |
| 2015–2016 | LB Châteauroux   |
| 2016–2017 | AJ Auxerre       |
| 2019      | AJ Auxerre       |